# Kanton Aiguilles
Der Kanton Aiguilles war bis 2015 ein französischer Wahlkreis im Arrondissement Briançon, im Département Hautes-Alpes und der Region Provence-Alpes-Côte d’Azur. Er wurde mit Dekret 2014-193 vom 20. Februar 2014, das erst im März 2015 wirksam wurde, aufgelöst und die zugehörigen Gemeinden dem bestehenden Kanton Guillestre zugeteilt.

## Gemeinden
| Gemeinde              | Einwohner (Stand: 2022) | Code postal | Code Insee |
| --------------------- | ----------------------- | ----------- | ---------- |
| Abriès                | 379                     | 05460       | 05001      |
| Aiguilles             | 374                     | 05470       | 05003      |
| Arvieux               | 343                     | 05350       | 05007      |
| Château-Ville-Vieille | 300                     | 05350       | 05038      |
| Molines-en-Queyras    | 307                     | 05350       | 05077      |
| Ristolas              | 94                      | 05460       | 05120      |
| Saint-Véran           | 171                     | 05350       | 05157      |